# Carte de Gough

La carte de Gough.

La carte de Gough est une carte qui représente la Grande-Bretagne, réalisée entre 1355 et 1366, par un inconnu. Elle est nommée en l'honneur de Richard Gough, un antiquaire qui donne cette carte à la bibliothèque Bodléienne en 1809. Elle mesure 115 cm sur 56 cm. Elle a été numérisée entre 2010 et 2011. Elle est inscrite au registre de la Mémoire du monde en mai 2011.